# Cristóbal de Villalpando
Cristóbal de Villalpando (Città del Messico, 1649 – Città del Messico, 20 agosto 1714) è stato un pittore spagnolo.

## Biografia
Nato a Città del Messico nel 1649 dall'influente famiglia creola Villalpando, Cristóbal ha assunto dapprima incarichi nella milizia locale come guardiamarina e in seguito è entrato nella bottega di Baltasar de Echave Rioja dove imparò a dipingere Nel 1669, sposò María de Mendoza e ebbero quattro figli.
Villalpando ottenne il grado di capitano e nel 1686 fu nominato uno dei tre direttori della corporazione dei pittori in Messico, carica che ricoprì più volte come veedor.
Dipinse in modo molto prolifico e realizzò opere per diverse cattedrali messicane, tra queste quelle di Querétaro e Città del Messico,
dove ha dipinto L'apparizione di San Michele sul Monte Gargano nella sacrestia, dove ha incluso anche un suo autoritratto
Villapando morì a Città del Messico nel 1714.
Nel 2017, si è tenuta una mostra sull'artista al Metropolitan Museum of Art

## Galleria d'immagini

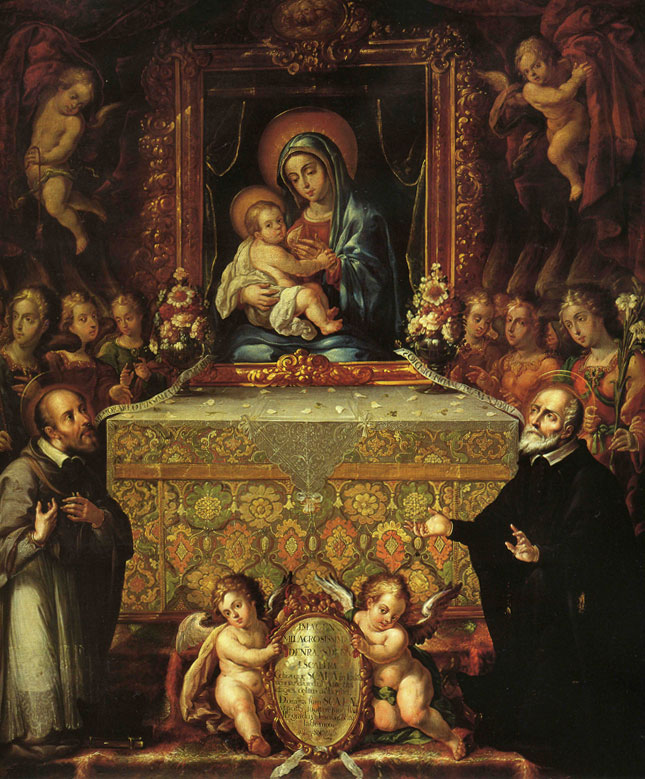
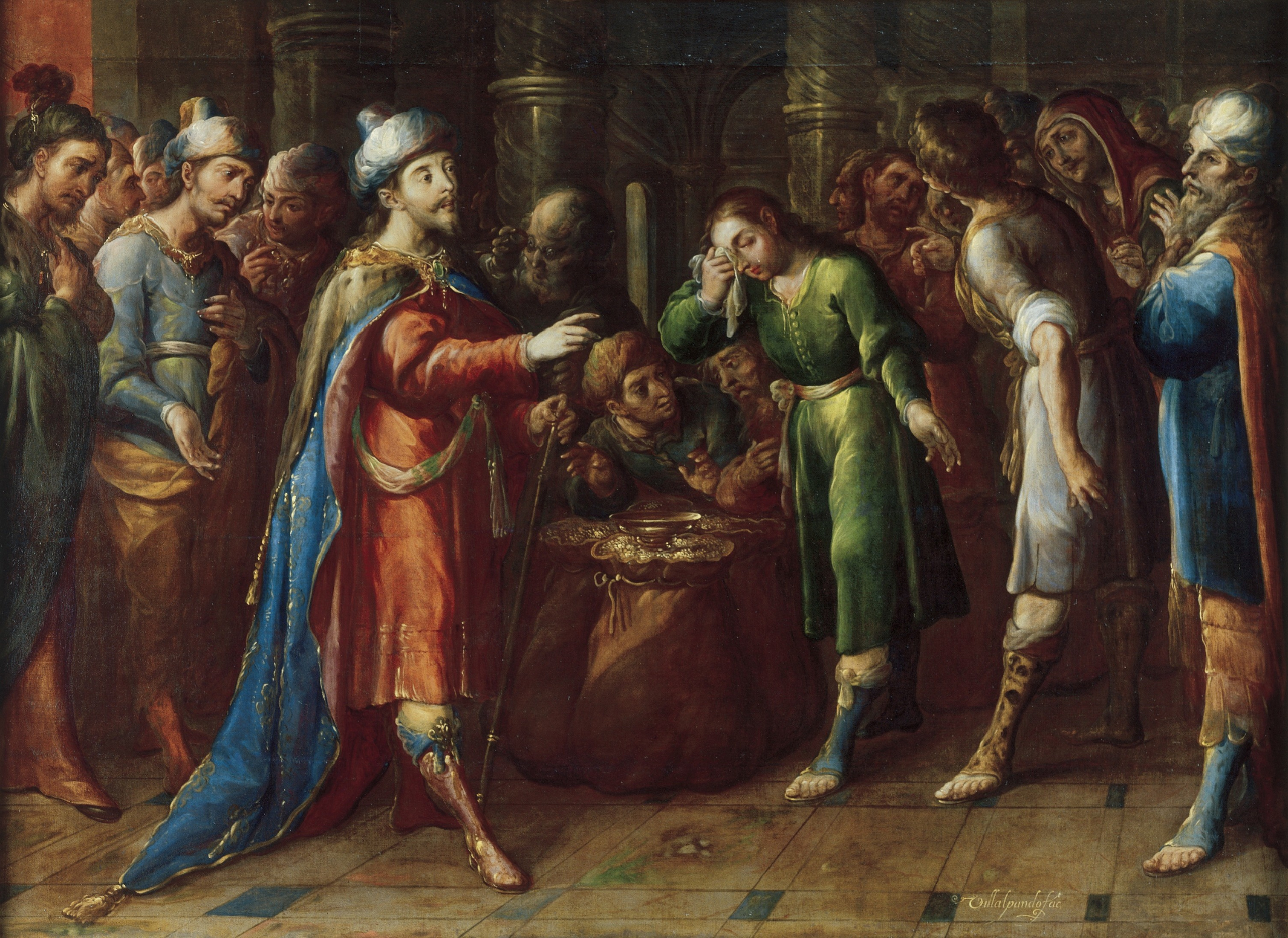
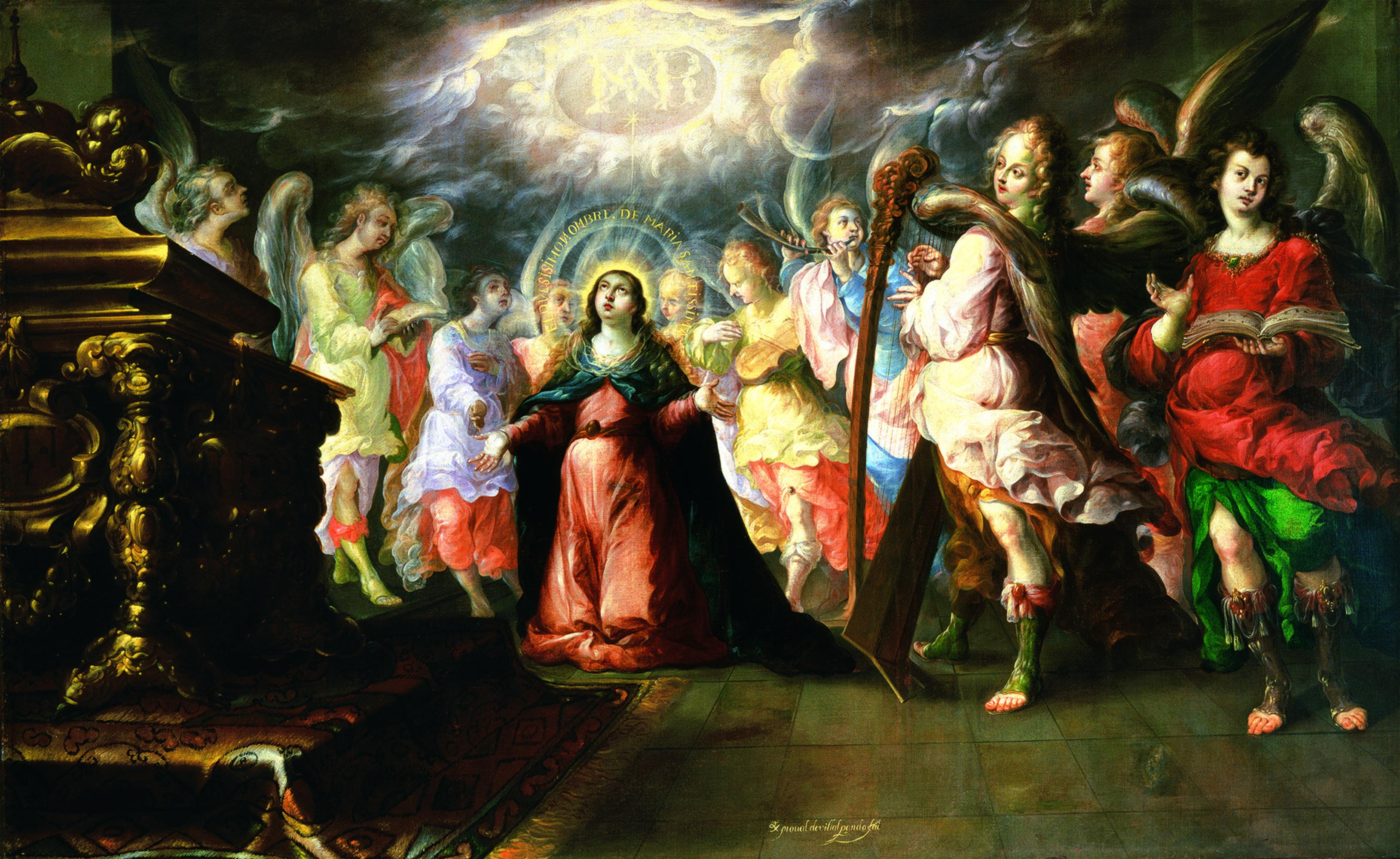
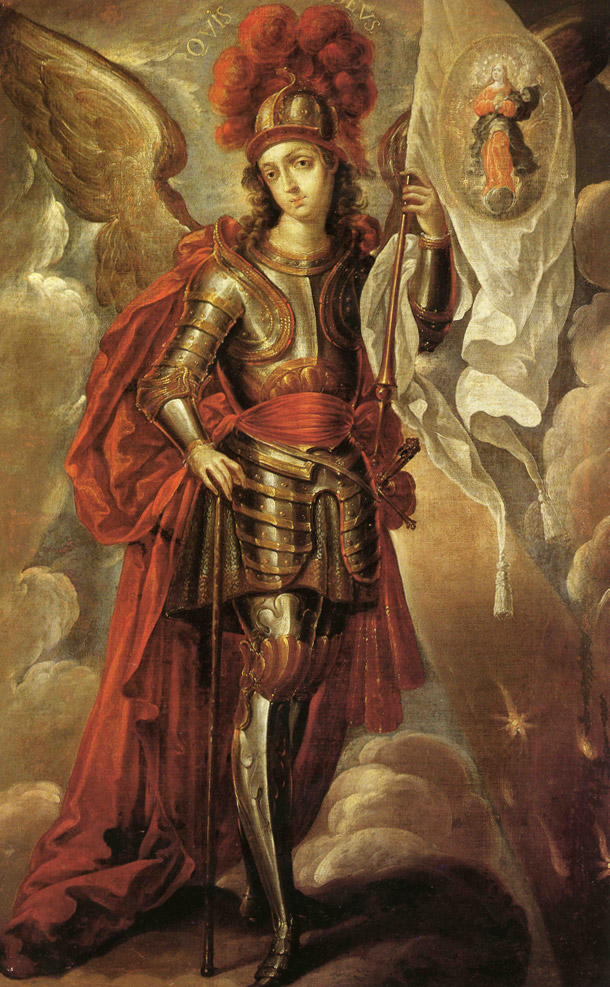
San Michele Arcangelo
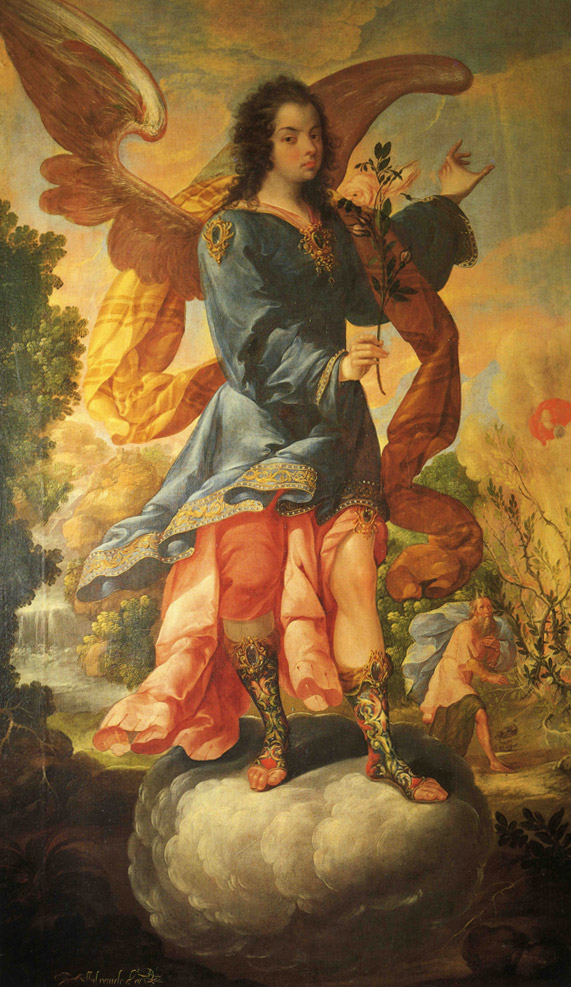
Arcangelo Barachiel